# 프리티 빌리지, 프리티 플레임
프리티 빌리지, 프리티 플레임(Lepa sela lepo gore, Pretty Village, Pretty Flame)은 유고슬라비아에서 제작된 스르디안 드라고예비치 감독의 1996년 드라마, 전쟁 영화이다. 드라겐 브젤로그리크 등이 주연으로 출연하였다.

## 출연

### 주연
- 드라겐 브젤로그리크
- 니콜라 코조
- 조란 크비자노빅